# Gorjanovićev profil
Gorjanovićev profil je geološki spomenik prirode u Vukovaru, okomiti lesni strmac usječen djelovanjem Dunava i jedini geološki profil s očuvanim primjerima tefre u Panonskomu bazenu. Temeljem analiza njegovih naslaga određen je slijed klimatskih promjena krajem posljednjega ledenoga doba. Nazvan je po priznatom hrvatskom arheologu, paleontologu i geologu; njegovu otkrivaču Dragutinu Gorjanoviću-Krambergeru.